# Adriano Durante
Adriano Durante (Treviso, 24 luglio 1940 – Oderzo, 23 giugno 2009) è stato un ciclista su strada italiano.
Passista con buone doti di velocista, professionista dal 1963 al 1974, ottenne tre successi di tappa al Giro d'Italia e uno al Tour de France.

## Carriera
Professionista dal 1963, nella stagione dell'esordio, in maglia Legnano, vinse una tappa al Giro d'Italia e si impose in quattro classiche italiane, la Milano-Vignola, il Giro del Lazio, il Giro del Piemonte e il Giro di Campania, arrivando inoltre secondo al Giro di Lombardia e al Trofeo Matteotti e terzo al Giro dell'Appennino. Un'altra stagione positiva fu il 1965, quando in maglia Ignis vinse tra le altre Coppa Bernocchi, due tappe al Giro d'Italia e una al Tour de France.
Nel 1966 vinse una tappa alla Parigi-Nizza e la sua seconda Milano-Vignola, e sfiorò la vittoria in due classiche monumento: giunse infatti secondo nelle volate conclusive della Milano-Sanremo e del Giro delle Fiandre. La corsa dove si espresse meglio fu proprio la Milano-Vignola, la classica dei velocisti in cui si impose per una terza volta nel 1970 e che già aveva concluso in seconda piazza nel 1964. Fu peraltro la competizione in cui ottenne la prima e l'ultima vittoria nel mondo del pedale professionistico, che abbandonò nel 1974. Da professionista vinse 24 corse su strada.
In due occasioni vestì la maglia azzurra della Nazionale: al mondiale di Renaix nel 1963 e al mondiale di Sallanches nel 1964, concluso al 14º posto.

## Palmarès
- 1961 (dilettanti)

Vicenza-Bionde
Gran Premio di Sannazaro de' Burgondi
Gran Premio Colli Rovescalesi
Trofeo Caduti Medesi
- 1962 (dilettanti)

Giro del Piave
2ª tappa Giro della Regione Friuli Venezia Giulia (Trieste > Lignano Sabbiadoro)
Piccolo Giro di Lombardia
- 1963 (Legnano, sei vittorie)

Gran Premio Meda
Giro di Campania
8ª tappa Giro d'Italia (Riolo Terme > Salsomaggiore)
Giro del Piemonte
Milano-Vignola
Giro del Lazio
- 1964 (Legnano, tre vittorie)

1ª tappa Giro di Sardegna (Roma > Napoli)
Gran Premio Ceramisti
Giro di Romagna
- 1965 (Ignis, sei vittorie)

5ª tappa Vuelta a Andalucía (Siviglia > Siviglia)
Giro della Provincia di Reggio Calabria
Coppa Bernocchi
4ª tappa Giro d'Italia (Rocca di Cambio > Benevento)
9ª tappa Giro d'Italia (Catanzaro > Reggio Calabria)
13ª tappa Tour de France (Perpignan > Montpellier)
- 1966 (Salvarani, due vittorie)

1ª tappa Parigi-Nizza (Montereau > Auxerre)
Milano-Vignola
- 1968 (Max Meyer, due vittorie)

5ª tappa Quattro Giorni di Dunkerque (Dunkerque > Dunkerque)
Gran Premio Industria e Commercio di Prato
- 1969 (Scic, una vittoria)

4ª tappa Tirreno-Adriatico (Pescasseroli > San Benedetto del Tronto)
- 1970 (Scic, una vittoria)

Milano-Vignola

### Altri successi
- 1965 (Ignis)

Circuito di Col San Martino
- 1967 (Salvarani)

Circuito di Aiello del Friuli

## Piazzamenti

### Grandi Giri
- Giro d'Italia

1963: ritirato
1964: 75º
1965: 65º
1966: 57º
1967: 65º
1968: 72º
1969: ritirato (21ª tappa)
1970: 96º
1974: ritirato (7ª tappa)
- Tour de France

1965: 73º
1967: 80º
1970: 99º

### Classiche monumento
- Milano-Sanremo

1963: 122º
1964: 102º
1965: 63º
1966: 2º
1967: 16º
1968: 3º
1970: 92º
1974: 26º
- Giro delle Fiandre

1966: 2º
1967: 18º
- Parigi-Roubaix

1965: 56º
1966: 13º
1967: 19º
1968: 27º
- Liegi-Bastogne-Liegi

1965: 19º
1966: 23º
- Giro di Lombardia

1963: 2º
1964: 4º
1968: 10º

### Competizioni mondiali
- Campionati del mondo

Ronse 1963 - In linea: 32º
Sallanches 1964 - In linea: 14º